# Demétrio, o Hípato
Demétrio, o Hípato (em georgiano: დემეტრე ჳიპატოსი; romaniz.: Demetre "Vipatosi" foi um nobre georgiano da Ibéria, e um cônsul honorário ou hípato. Ele pode ser associado ao irmão do príncipe Estêvão I conhecido através do historiador medieval Juancher como um construtor de igrejas durante o reinado de seu irmão (r. 590–627). O professor Cyril Toumanoff da Universidade de Georgetown, sugere que o título de hípato pode ter sido conferido depois da morte de seu irmão que foi capturado e executado em nome do imperador bizantino Heráclio (r. 610–641) durante o cerco de Tbilisi em 627.
A placa de pedra exterior da igreja da Vera Cruz em Misqueta, Geórgia, cita os principais edificadores do templo: Estêvão, o Patrício, Demétrio, o Hípato, e Adanarses, o Hípato, que foram tradicionalmente equacionados pelos estudiosos georgianos como Estêvão I, filho de Gurgenes I; Demétrio, irmão de Estêvão, e Adanarses I. Contudo, uma opinião expressa por Toumanoff discorda com essa visão ao identificá-los com Estêvão II, Demétrio (irmão de Estêvão I) e Adanarses II (filho de Estêvão II), respectivamente.